# آر سي بيتس
آر سي بيتس (بالإنجليزية: R. C. Pitts)‏ مواليد 23 يونيو 1919 في بونتوتوك - الوفاة 29 أكتوبر 2011، كان لاعب كرة سلة أمريكي. بلغ طوله 6 قدم 4.5 بوصة (1.9 م). مثّل منتخب بلاده. شارك في مسابقة كرة السلة في الألعاب الأولمبية الصيفية.

## الميداليات
| الميدالية | المسابقة                       |
| --------- | ------------------------------ |
| ذهبية     | الألعاب الأولمبية الصيفية 1948 |

## روابط خارجية
- آر سي بيتس على موقع الاتحاد الدولي لكرة السلة (الإنجليزية)
- آر سي بيتس على موقع سبورتس رفرنس (الإنجليزية)
- آر سي بيتس على موقع أوليمبيديا (الإنجليزية)